# ولسوالی خواجه بهاالدین
خواجه بهاءالدین یکی از ولسوالی‌های ولایت تخار در شمال خاوری افغانستان با جمعیت نزدیک به ۲۶،۲۸۰ نفر  است. این منطقه از بخشی از ولسوالی ینگی‌قلعه در سال ۲۰۰۵ ایجاد شد. ۲۵ روستا در خواجه بهاالدین واقع شده است.